# Иван Раденков
Иван Раденков е детски писател, носител на националната награда „Константин Константинов“ за автор, както и на детското жури за 2021 година. Музикант в група „Тролите“/„Лейзи Дайнамикс“. Управител на фирма за IT персонал Диджитанити.
Иван Раденков участва в международни фестивали, благотворителни каузи, като жури в кампаниите на БТВ за „Добрият пример“ и „Да изчистим България за един ден“; участник в Стара хартия за нова книга; посланик на „Забавното лятно четене“, модератор на събитията на Международен Детски Литературен Фестивал София, гост на първия салон на съвременната детска литература в Рим. Иван Раденков посещава училища и детски градини, както и различни форуми за писане като национална седмица на детската книга, където реализира забавни и провокативни курсове за креативност и творчество.

## Писателска дейност

### Книги за деца с автор Иван Раденков
- Невероятните приключения на Унки Марлюнки / Книга за татковци (първо издание – Бг Книга 2012 година)(второ издание СИЕЛА 2013) худ. Лили Ламер. Саундрак на Тролите.
- Унки пътешества в космоса / Отново книга за татковци (СИЕЛА 2013) худ. Лили Ламер. Книгата има аудио прочит.
- Унки и великаните / Трета книга за татковци (СИЕЛА 2015) худ. Лили Ламер. Книгата има и комикс.
- „Изчезналото слънце“, първа част от поредицата „Истории от големия двор“ (СИЕЛА 2014) худ. Яна Казакова.
- „Пътешествие до края на света“, втора част от поредицата „Истории от големия двор“ (СИЕЛА 2015) худ. Яна Казакова.
- „Котаракът Франт и загадъчният остров“ книга мюзикъл с песни на рок групата му Тролите, с участието на Авигея, Надежда Митева и ВТФ Врабчетата. Худ. професор Виктор Паунов. Книгата е с диск с 14 песни и караоке версии. Котаракът Франт и загадъчният остров (enthusiast.bg)
- „Вкусът на приключенията“ десет истории за лакомници (ЕНТУСИАСТ 2019) худ. Яна Казакова. Вкусът на приключенията. 10 истории за лакомници (enthusiast.bg)
- „Велосипедисти край езерото Папийон“, (ЕНТУСИАСТ 2020) Национална награда Константин Константинов, Награда на детското жури на фестивала на детската книга 2021 г.
- „Фалшив речник на смешните фрази“ (ЕНТУСИАСТ 2021) худ. Лили Ламер.
- „Приключенията на Кураж Фураж, Гризни Халва и Пане Кашкавале в царство Патладжания“, (ЕНТУСИАСТ 2023), бестеслър на панаира на книгата 2023 и на книжарница Гринуич. Худ. Антония Мечкуева. Приключенията на Кураж Фураж, Гризни Халва и Пане Кашкавале (enthusiast.bg)

### Други
- Читанка за 3 клас, изд. Просвета 2018 г.
- Каталог на съвременни български детски автори – 2019 г.
- Изкуството да се пише за деца днес – между модерните послания и фантазния свят – доклад 2022 г.
- „Камина от картон“ разказ в „Искааам. Истории на пораснали деца“ сборник разкази – 2023
- „Фалшив речник на смешните фрази“ – аудио прочит в Storytell
- „Живите автори, Другата реалност“ подкаст

## Музика
Иван Раденков свири на бас китара. Създава и участва в създаването на над 60 песни. Освен детските песни към книгите си които са на български език, пише предимно на английски.
Реализира видео конкурс – предизвикателство в Дом на киното през 2010 година за създаване на клип към песен на Тролите. Drummers in the sky. Групата има много концерти и участия по фестивали в България, като Блус Фест Бургас и Берксток. Тролите подписват договор с продуцента Марк Бери, представител на компанията Attack Media Group (AMG). Той им осигурява договор с MTV за правото на ползване на песните от дебютният им албум "Drummers in the Sky". Марк осигурява и договор за дигитална дистрибуция с Interscope/ Universal Music Group. ТРОЛИТЕ са сред групите, презентирани на музикалната филмова конференция на „Билборд" в Лос Анджелис 2010, както и на международния фестивал във Франция MIDEM в 2011 г. В началото на 2020 г. решават да променят името на LAZY DYNAMICS. През 2011 година реализират проект Jubox composer в рамките на София диша.

### Дискография

#### Тролите
- Хол ген ТРОЛ – 2000 (демо)
- Drummers in the Sky – 2010 (EP)
- Унки Марлюнки – 2012 (EP)
- Earth Hour – 2012 (LIVE албум)

#### Neutrino Rays
- Котаракът Франт и загадъчният остров – 2017 (албум)

#### Lazy Dynamics
- The Memoirs of Mister Childhood – 2020 (EP)
- Приключенията на Кураж Фураж, Гризни Халва и Пане Кашкавале в царство Патладжания 2023 (ЕР)